# Elmira Minita Gordon
Elmira Minita Gordon (Ciudad de Belice, 30 de diciembre de 1930-Inglewood, California; 1 de enero de 2021) fue una política beliceña, que ejerció como la primera gobernadora general de Belice desde su independencia en 1981, hasta 1993, siendo la primera mujer en ocupar el cargo.

## Biografía
Creció en la ciudad de Belice y asistió a la escuela de niñas St. John's y luego a la primaria St. Mary's. Continuó su educación en el Colegio de Maestros de San Jorge y luego realizó un curso por correspondencia del Colegio de Profesores de Oxford. Comenzó a enseñar en una escuela anglicana y fue misionera entre 1946 y 1958. De 1959 a 1969, fue profesora en la Escuela de Capacitación para Profesores de Belice, después de lo cual, de 1969 a 1981, fue oficial de educación del gobierno.
Completó su educación de posgrado en la Universidad de Nottingham y en la Universidad de Birmingham en Reino Unido, y en la Universidad de Calgary en Canadá. Entre 1977 y 1980, vivió en Canadá, donde formó parte del Comité de Planificación del Programa de Psicología de la Educación y fue miembro del Toronto Leather Craft Club. Obtuvo su maestría en psicología educativa y luego un doctorado en psicología aplicada de la Universidad de Toronto.
Regresó de sus estudios en 1980 y en 1981 fue nombrada gobernadora general de Belice. Sucedió a James P. I. Hennessy, último gobernador general de Honduras Británica, siendo la primera en ocupar el cargo tras la independencia de Belice.
Fue la primera mujer en ser nombrada gobernadora general, o representante de la reina Isabel II del Reino Unido, de un reino de la Mancomunidad de Naciones. Fue ascendida a dama gran cruz de la Orden de San Miguel y San Jorge (GCMG) y dama gran cruz de la Real Orden Victoriana (GCVO).
Fue miembro de las muchachas guías desde 1946, y en 1970 se convirtió en comisionada de distrito de las guías para el distrito de Belice. Se convirtió en jueza de paz en 1974. Recibió una membresía vitalicia de la Cruz Roja Británica en 1975, y en la Cruz Roja de Belice en 1981. También fue maestra artesana de cuero, ganado premios por sus obras.
Falleció en California el 1 de enero de 2021, dos días después de haber cumplido los 90 años.